# رياض نوري
رياض نوري (بالفرنسية: Riad Nouri)‏ (7 يونيو 1985 بمارسيليا في فرنسا - ) هو لاعب كرة قدم فرنسي في مركز الوسط. لعب مع نادي أجاكسيو ونادي إستر ونادي كاسي كارنو ونادي لوهافر ونيم أولمبيك ومارينيان جينياك كوت بلو ‏.

## روابط خارجية
- رياض نوري على موقع اتحاد تركيا (لاعب) (الإنجليزية)
- رياض نوري على موقع قاعدة بيانات كرة القدم.إي يو (الإنجليزية)
- رياض نوري على موقع Soccerway.com (الإنجليزية)
- رياض نوري على موقع عالم كرة القدم.نت (الإنجليزية)
- رياض نوري على موقع AS.com (الإسبانية)